# Nicola Amoruso
Pour les articles homonymes, voir Amoruso.
Nicola Amoruso, né le 29 août 1974 à Cerignola dans la province de Foggia, est un footballeur italien, évoluant au poste d'attaquant.

## Biographie
Surnommé durant sa carrière Nick dinamite ou encore Nick piede caldo, Nicola Amoruso est un globe-trotter du football italien, ayant évolué dans 14 clubs en 17 ans de carrière. Formé à l'UC Sampdoria, il remporte son premier trophée, une Coupe d'Italie, lors de sa première saison professionnelle avec le club génois. 
Il signe à la Juventus FC après une excellente saison dans l'élite avec Padova. Il remplit son palmarès avec le club turinois, dont il est un excellent second choix offensif. Après la Juventus FC, Amoruso changera de club presque tous les ans, sauf durant trois saisons entre 2005 et 2008 avec la Reggina Calcio, dont il devient une figure importante et le capitaine, parvenant à sauver par trois fois le club par ses buts. Il est d'ailleurs le meilleur buteur de ce club en Serie A avec 40 buts en trois saisons et devient citoyen d'honneur de Reggio de Calabre. 
Il est par la suite acheté par le Torino FC pour 3 millions d'euros. Mais l'expérience tourne court et, de prêts en achats, il signe en janvier 2010 avec l'Atalanta, avec pour objectif de sauver le club de la relégation. Le club est relégué, mais ne reste qu'une saison en Serie B, saison à l'issue de laquelle Amoruso prend sa retraite sportive. 
Nicola Amoruso est reconnu comme un buteur hors pair. Il a inscrit 128 buts dans toute sa carrière et a dépassé la barre des 100 buts marqués en Serie A. Il a marqué avec 12 équipes différentes (un record). Il n'a toutefois jamais été appelé en équipe nationale.

## Carrière
- 1993-94 :  UC Sampdoria
- 1994-95 :  AS Fidelis Andria
- 1995-96 :  Calcio Padoue
- 1996-99 :  Juventus FC
- 1999-2000 :  AC Pérouse
- 2000-01 :  SSC Naples
- 2001-02 :  Juventus FC
- 2002 :  AC Pérouse
- 2003 :  Côme Calcio
- 2003-04 :  Modène FC
- 2004-05 :  FC Messina Peloro
- 2005-08 :  Reggina Calcio
- 2008-09 :  Torino FC
- 2009 :  AC Sienne
- 2009-10 :  Parme FC
- 2010-11 :  Atalanta Bergame[2]

## En équipe nationale
- 4 matchs et 1 but en équipe d'Italie espoirs entre 1994 et 1996. Il remporte avec l'équipe nationale le Championnat d'Europe de football espoirs en 1996

## Palmarès
- Finaliste de la Ligue des Champions en 1997 avec la Juventus
- Champion d'Italie en 1997, 1998 et 2002 avec la Juventus
- Vainqueur de la Coupe d'Italie en 1994 avec la Sampdoria
- Vainqueur de la Supercoupe d'Italie en 1997 avec la Juventus
- Vainqueur de la Supercoupe de l'UEFA en 1996 avec la Juventus
- Vainqueur de la Coupe intercontinentale en 1996 avec la Juventus
- Vainqueur du Championnat d'Europe espoirs en 1996 avec l'équipe d'Italie des moins de 21 ans